# Henriette Laman Trip de Beaufort
Pour les articles homonymes, voir Beaufort.
Henriette de Beaufort, née le 13 octobre 1890 à Baarn et morte le 26 mars 1982 à Bennekom, est une écrivaine et historienne néerlandaise. Pendant la Seconde Guerre mondiale, elle participe à l'évacuation d'enfants juifs vers la Suisse.

## Biographie

### Jeunesse et formation
Agathe Henriette Maria de Beaufort est née le 13 octobre 1890 à Baarn, dans la monumentale Villa Peking (nl). Elle est la cadette des trois enfants de Binnert Philip de Beaufort (nl) (1852-1898), bourgmestre de Baarn, et de Henriette Cornelia van Eck (1857-1907). Lorsque son père devient bourgmestre de La Haye, la famille s'installe en ville. Henriette de Beaufort est éduquée à la maison,.
Après la mort de son père en 1898 et de sa mère en 1907, Henriette de Beaufort est recueillie par la sœur de sa mère, Henriëtte van Eck, qui vit à Oosterbeek. Henriette de Beaufort fréquente un internat pour filles, Les Marguerites, à Genève où naît son envie d'études plus poussées que celles réservées aux jeunes filles de l'époque. Elle revient aux Pays-Bas en 1909. En 1912, elle devient auditrice à l'Université d'Utrecht, où elle étudie la littérature et l'histoire mais n'est pas autorisée à passer des examens,.

### L'écriture
Le 14 mai 1914, elle épouse l'avocat Herman Laman Trip (1881-1928). Dès lors, Henriette écrit sous les noms d'Henriëtte Laman Trip-de Beaufort et surtout de Henriëtte LT de Beaufort. Son premier ouvrage, Willem van Oranje, une pièce de théâtre historique en cinq actes, paraît en 1916. Eduard Verkade la met en scène en 1917-1918, sans grand succès,.
Elle abandonne alors le travail scénique et se tourne vers le roman historique. Vondel. Kunst en karakter paraît en 1920 et reçoit une critique favorable de Lodewijk van Deyssel.
À partir de 1918, Henriette de Beaufort vit durant quelques années à Washington où son mari travaille pour un diplomate.
Elle publie Onder de zon en 1927, son premier roman, apprécié par Willem Kloos dans le journal De Nieuwe Gids.
En 1924, elle hérite de sa tante Henriëtte van Eck. Comme elle n'a pas d'enfants, elle décide d'utiliser l'argent avec son mari pour créer un sanatorium pour enfants Hohes Licht à Oberstdorf en Bavière, près de la frontière suisse. La direction en est confiée à Elisabeth Dabelstein (de). Après la mort soudaine de son mari en 1928, elle y passe de plus en plus de temps,,. La même année, son œuvre fait partie des compétitions artistiques des Jeux olympiques, catégorie Littérature.
À partir de 1933, des enfants juifs sont évacués clandestinement vers la Suisse grâce à faux papiers et sont accueillis, entre autres, à Hohes Licht. Henriette de Beaufort et Elisabeth Dabelstein s'impliquent dans ce réseau jusqu'en 1945.
Henriette de Beaufort publie la biographie Gijsbert Karel van Hogendorp en 1948 qui la rend célèbre et lui vaut le prix de la littérature du ministère de l'Éducation, des Arts et des Sciences en 1950,,.
En 1949, elle publie le roman à caractère autobiographique Dolly van Arnhem.
En 1956, elle vend Hohes Licht à une institution ecclésiastique qui le renomme Evangelisches Kneipp-Sanatorium. Elle s'installe alors à Bennekom.
D'autres biographies suivent, telles que Willem de Zwijger  en 1950, Cornelis van Vollenhoven (nl) en 1954 et Rembrandt en 1956. Wilhelmina 1888-1962. Een levensverhaal paraît en 1965. Après cela, elle n'écrit plus qu'un récit de voyage : Ruimte en zonlicht; Safari in Afrika en 1968.

### Fin de vie
Henriette De Beaufort reste active dans les domaines social et religieux : elle est présidente du Tollensfonds pour la littérature néerlandaise, du club PEN mondial et de la section locale de l'Association protestante hollandaise progressiste et œcuménique.
Henriëtte de Beaufort meurt d'une pneumonie le 26 mars 1982 à Bennekom. Elle est enterrée au cimetière de Bennekom à côté d'Elisabeth Dabelstein, décédée en 1976. Elle laisse un fonds à la Maatschappij der Nederlandse Letterkunde (en) qui décerne tous les trois ans le prix Henriëtte de Beaufort (nl)  à l'auteur flamand ou néerlandais d'une biographie littéraire ou d'une autobiographie.

## Distinctions
- Officier de l'ordre d'Orange-Nassau

Après la guerre, avec Elisabeth Dabelstein, elle est nommée chevalière de l'Ordre d'Orange-Nassau et est promue officière en 1970.
En 1960, elle reçoit le prix culturel d'Arnhem.
En 1980, elle reçoit la médaille d'honneur du Tollensfonds.

## Publications
En français
- Le Taciturne. Guillaume d'Orange. (trad. L. Laurent), Genève, Labor et Fides,, s.d.

En néerlandais
- Vondel. Kunst en karakter, Arnhem 1920
- Bijbelse verhalen, Zaltbommel 1924
- Uit de geschriften van Isaac van Ninive, Bussum 1931
- Parodieën. Snaakse stijlvariaties, Bussum 1935
- Zijn en worden. Paedagogische essays, Bussum 1935
- Nansen. Een biograﬁe, Bussum 1937
- Rembrandt, Haarlem 1956
- Gisteren en vandaag, Haarlem 1961